# Gruppo del Mont Blanc du Tacul
Il Gruppo del Mont Blanc du Tacul è un gruppo di creste rocciose situate nella parte settentrionale del Massiccio del Monte Bianco e si trova tra il Col Maudit ed il Col du Midi. Prende il nome dal Mont Blanc du Tacul che ne è la montagna principale.
Il granito rosso di queste pareti, tra i migliori delle Alpi, ne fa un paradiso per gli arrampicatori.

## Classificazione
La SOIUSA lo individua come un sottogruppo alpino con la seguente classificazione:
- Grande parte = Alpi Occidentali
- Grande settore = Alpi Nord-occidentali
- Sezione = Alpi Graie
- Sottosezione = Alpi del Monte Bianco
- Supergruppo = Massiccio del Monte Bianco
- Gruppo = Gruppo del Monte Bianco
- Sottogruppo = Gruppo del Mont Blanc du Tacul
- Codice = I/B-7.V-B.2.e

## Cime  principali

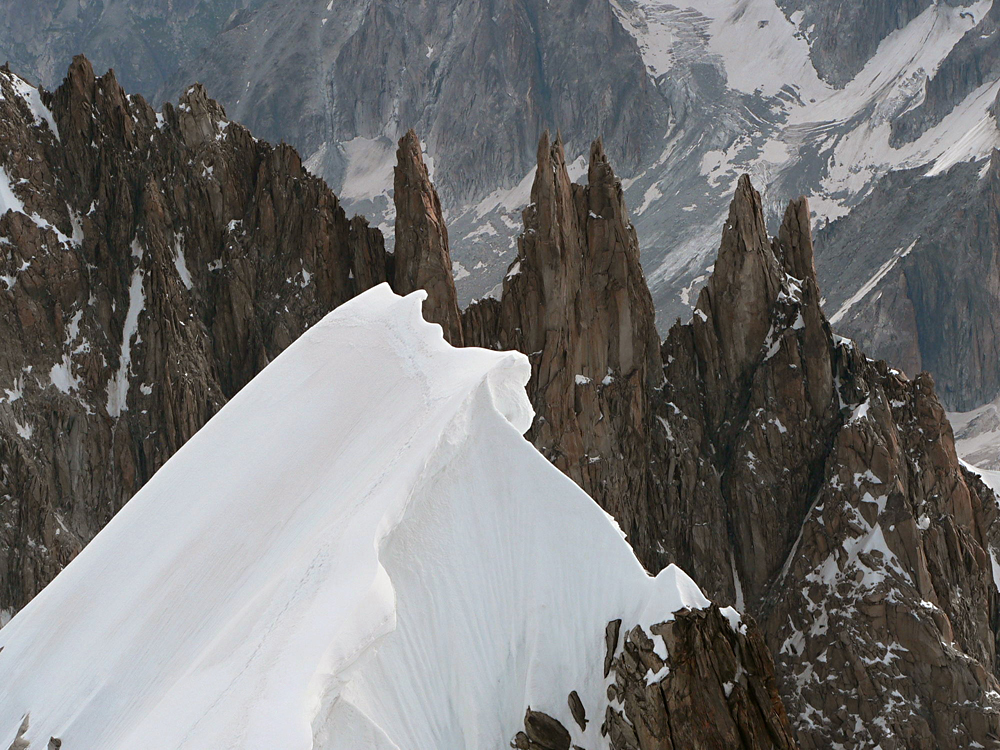
Le Aiguilles du Diable.

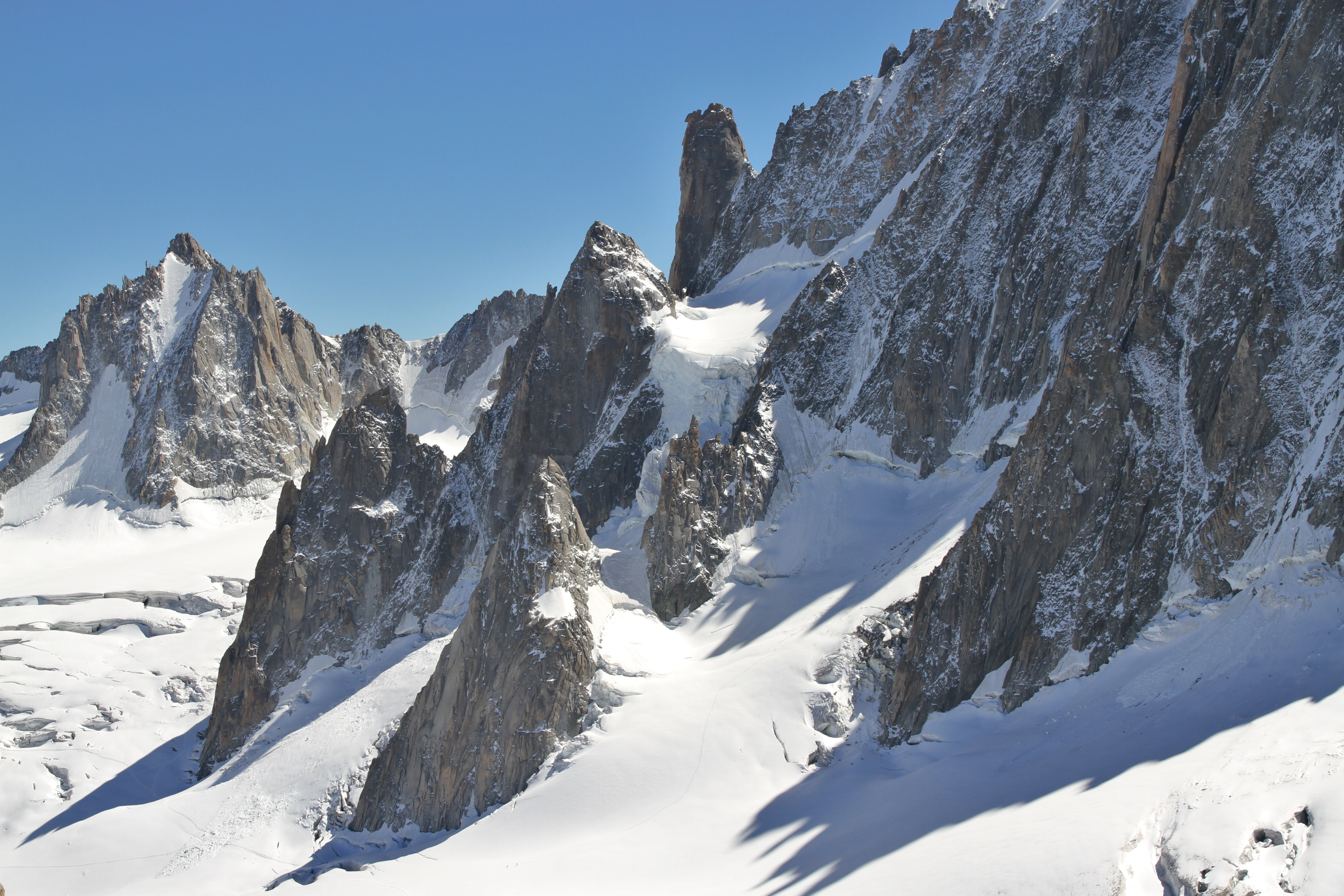
La parte bassa della cresta du Diable con la Pyramide, il Petit Capucin ed il Grand Capucin.

Dal Mont Blanc du Tacul - 4.249 m - si possono osservare  due creste principali.
A Sud, la cresta du Diable - irta di pinnacoli e dove si trovano le seguenti cime:
- Le Aiguilles du Diable composte da:
  - L'Isolée - 4.114 m
  - Punta Carmen - 4.109 m
  - Punta Mediana - 4.097 m
  - Punta Chaubert - 4.074 m
  - Corno del Diavolo - 4.064 m;
- la Pyramide - 3468 m;
- il Grand Capucin - 3838 m;
- il Petit Capucin - 3693 m;
- il Pic Adolphe - 3535 m;
- il Clocher - 3853 m;
- la Chandelle - 3561 m;
- il Trident - 3693 m.

Ad Est - la cresta du Rognon - dove si possono osservare due bellissimi picchi:  
- Punta Lachenal - 3622 m;
- Pilastro Est du contrefort Nord-Est - 3900 m

Rivolto verso nord si incontra il Triangle du Tacul (3.970 m).

## Rifugi
- Rifugio Torino - 3371 m;
- Rifugio des Cosmiques - 3613 m.